# Europastraße 533
Die Europastraße 533 (kurz: E 533) ist eine etwa 140 km lange Europastraße, die sich von München in Deutschland bis nach Innsbruck in Österreich erstreckt. Sie verbindet die Europastraße 54 (aus Paris) in München mit der Europastraße 45 in Richtung Brennerpass/Italien.

## Verlauf

### Deutschland
- München  – Starnberg  – Eschenlohe (prov. Autobahnanschluss)
- Eschenlohe (prov. Autobahnanschluss)  – Garmisch-Partenkirchen  – Mittenwald  – Scharnitz (Landesgrenze)

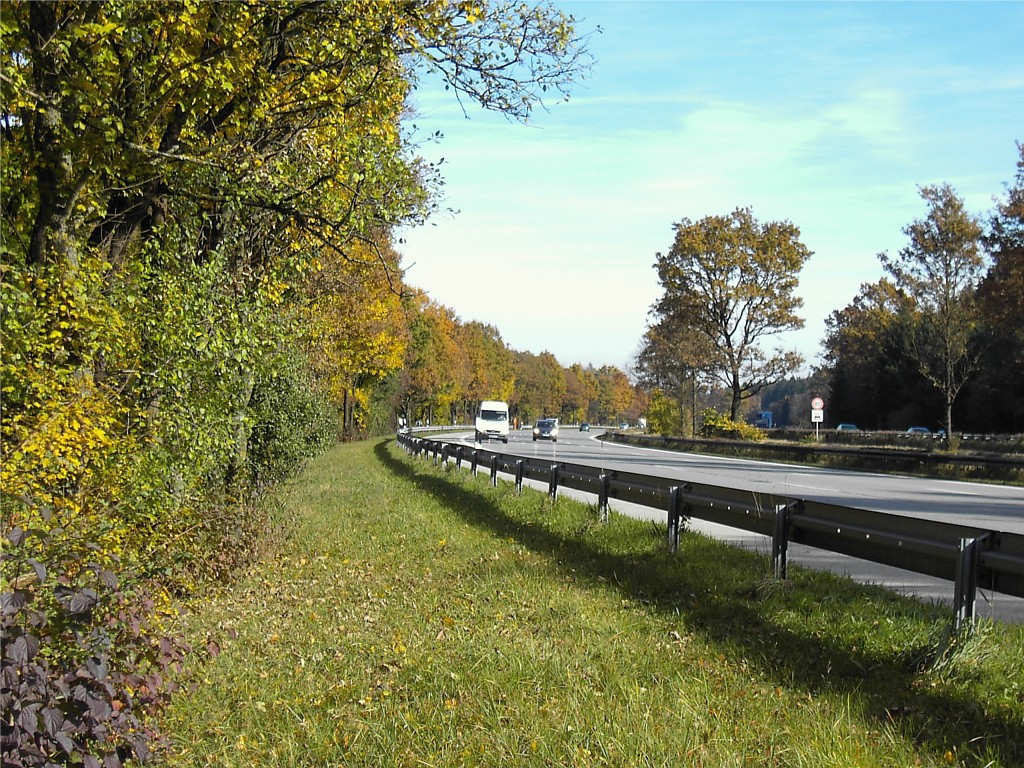
A 95 im Forstenrieder Park bei München
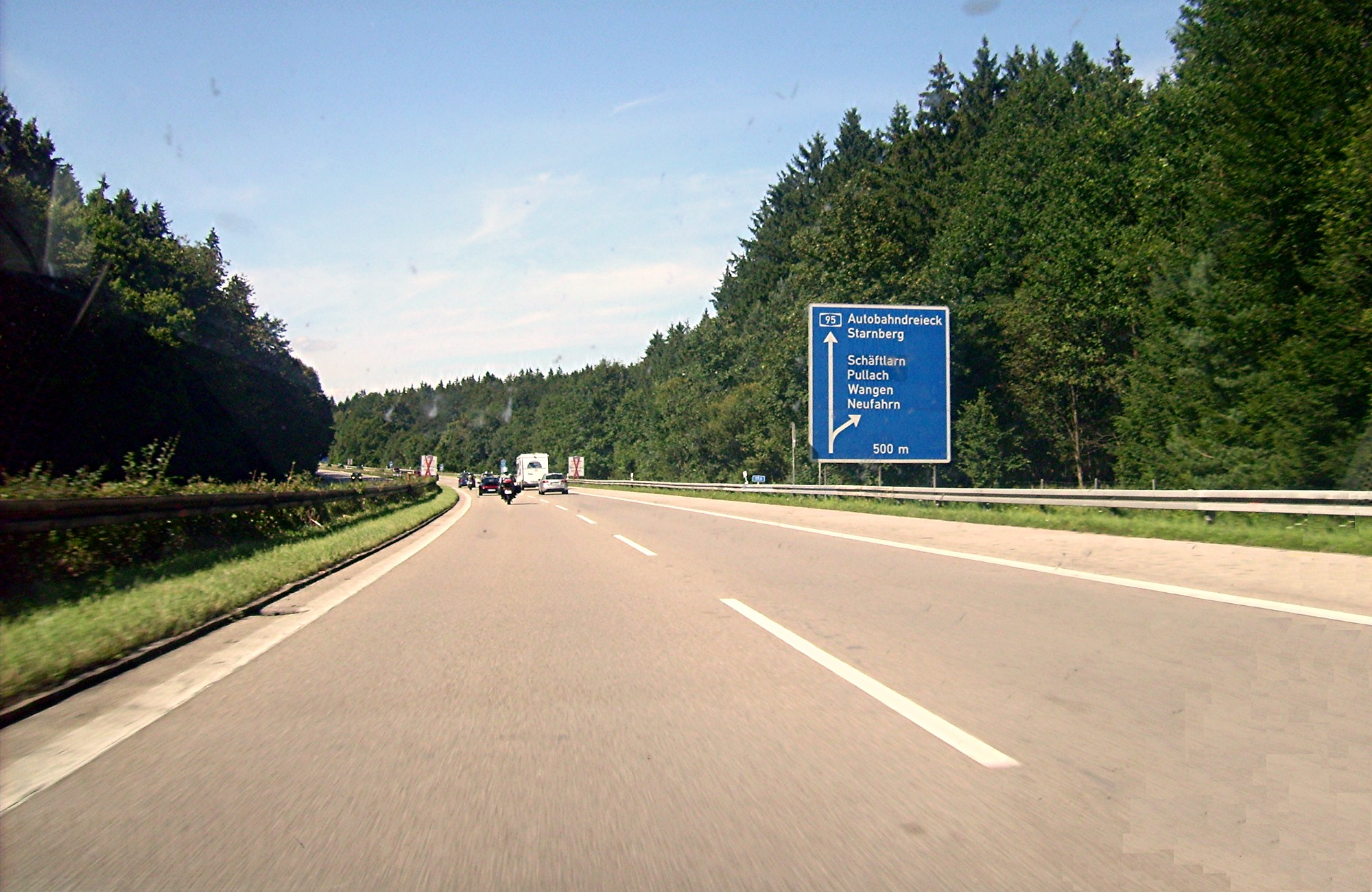
A 95 bei Starnberg
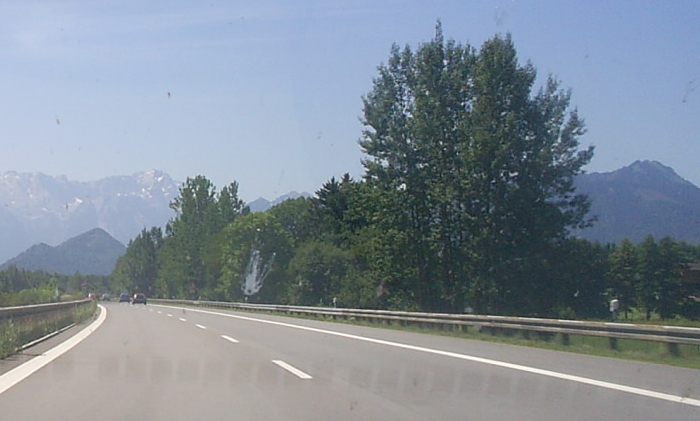
A 95 mit Alpen im Hintergrund
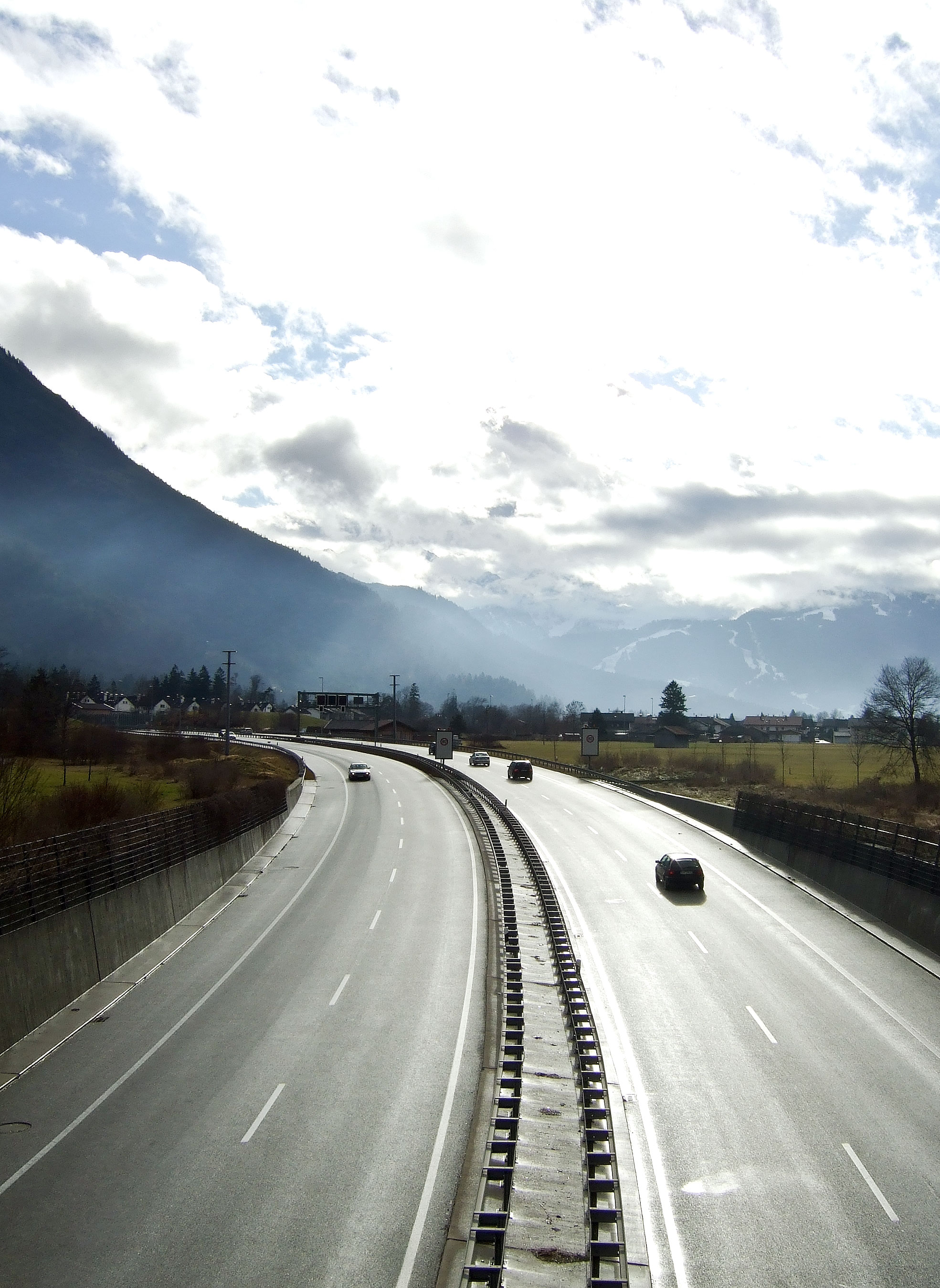
Umgehungsstraße B 2 bei Farchant
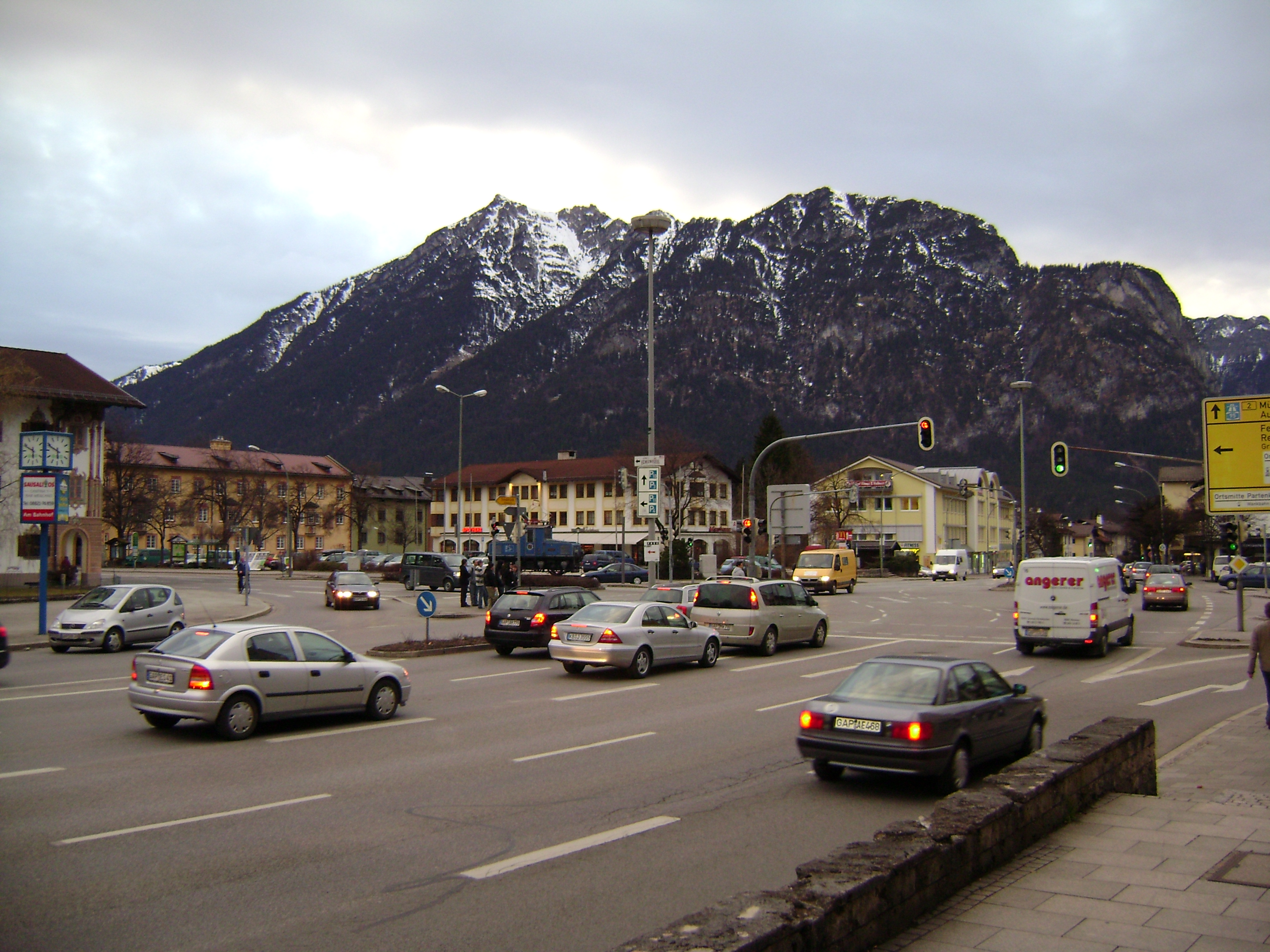
B 2 im Zentrum von Garmisch-Partenkirchen
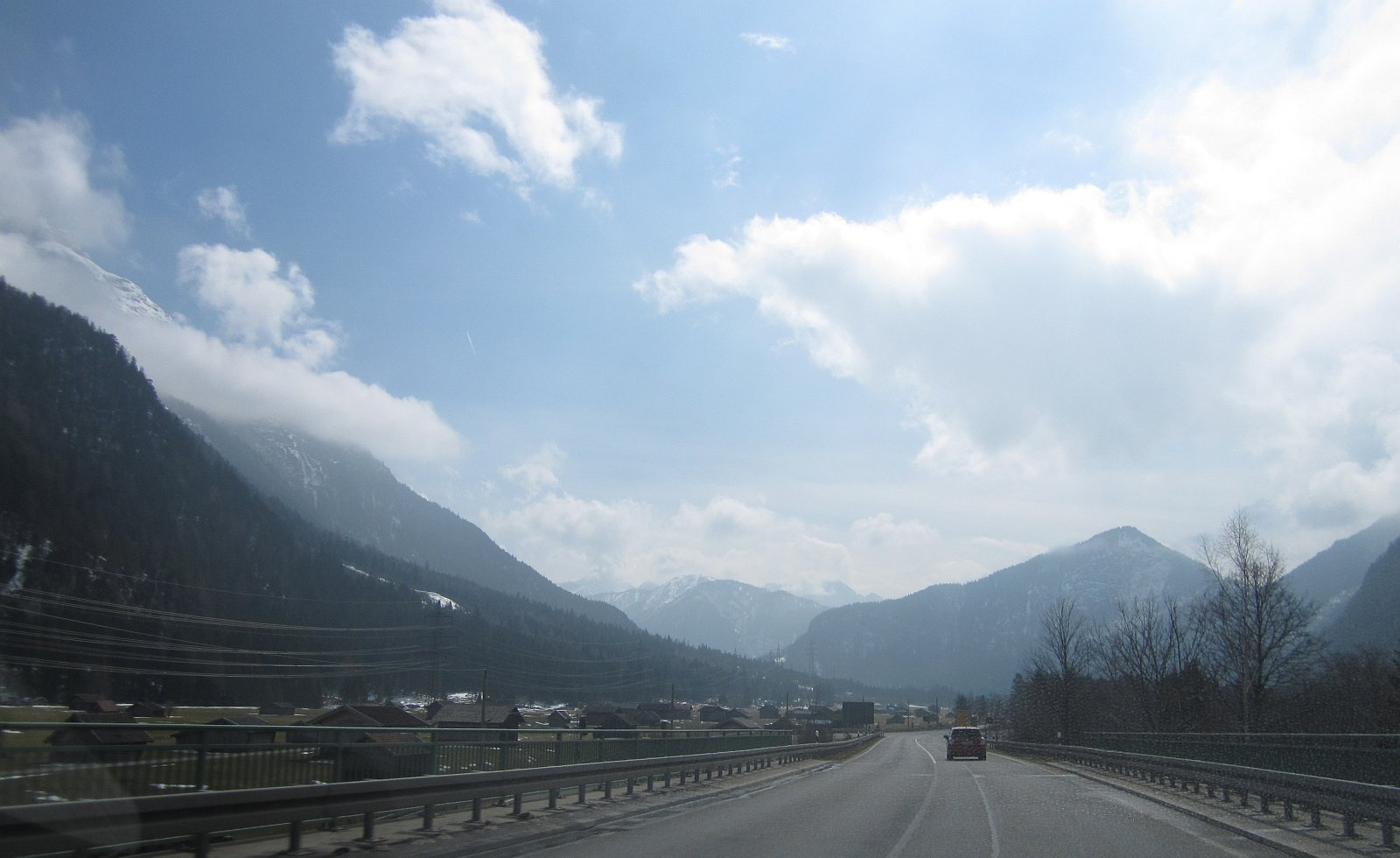
B 2 bei Mittenwald Richtung Scharnitzpass

### Österreich
- Scharnitz  – Seefeld in Tirol – Zirl Ost
- Zirl Ost  – Knoten Innsbruck-Wilten (mautpflichtig)
- Knoten Innsbruck-Wilten –  Innsbruck Bergisel

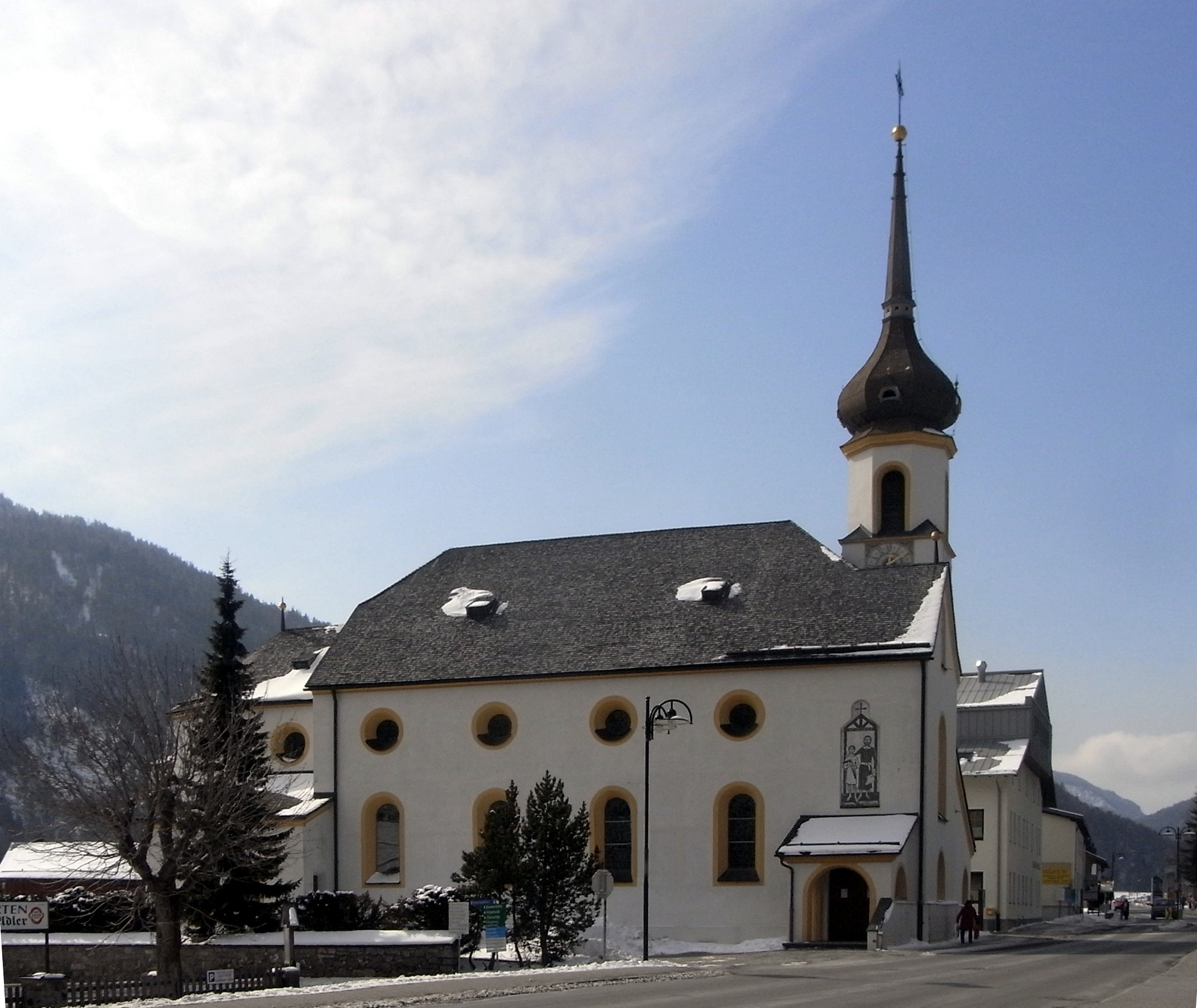
Scharnitzer Pfarrkirche an der B 177
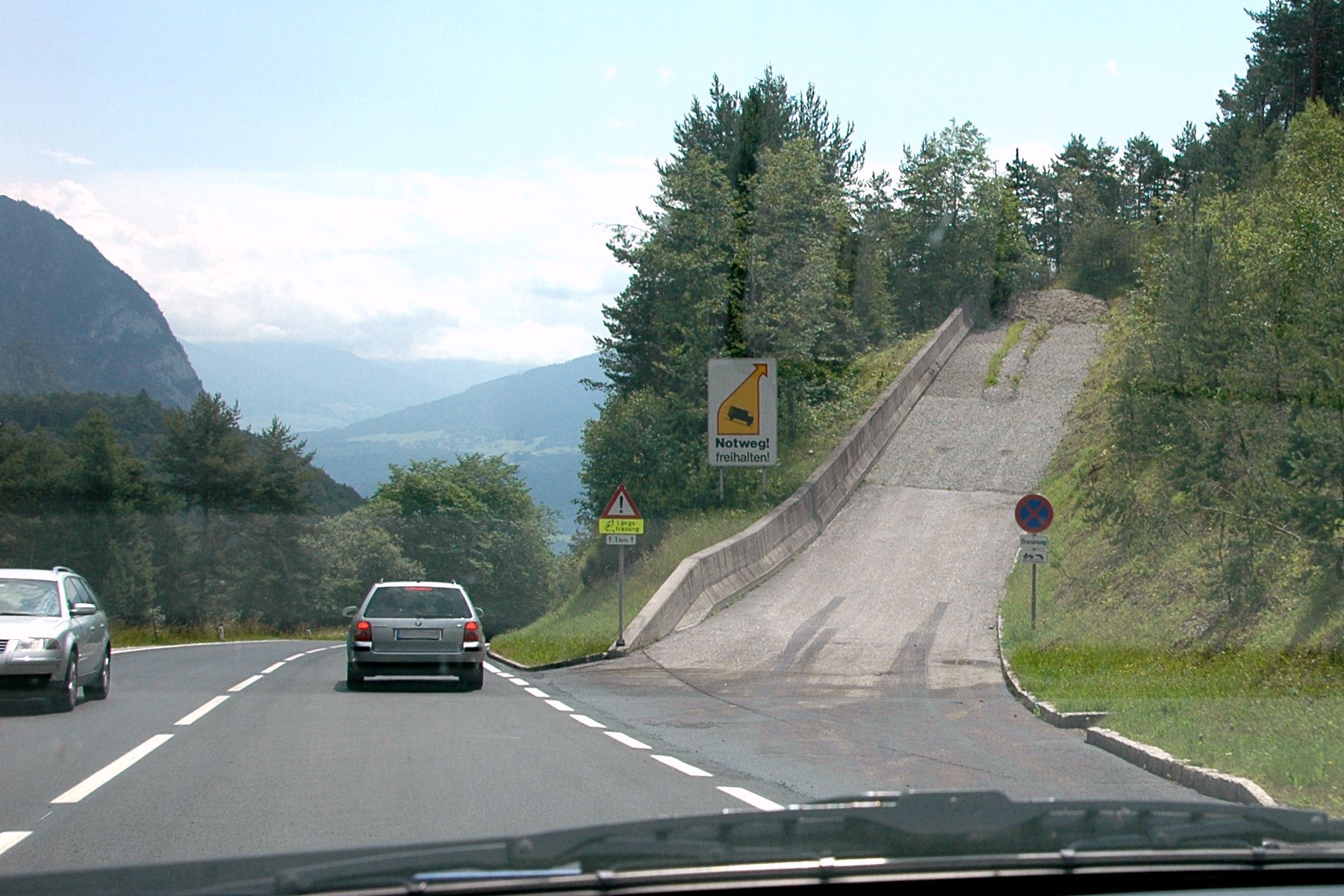
Notbremsweg an der Zirlerbergstraße
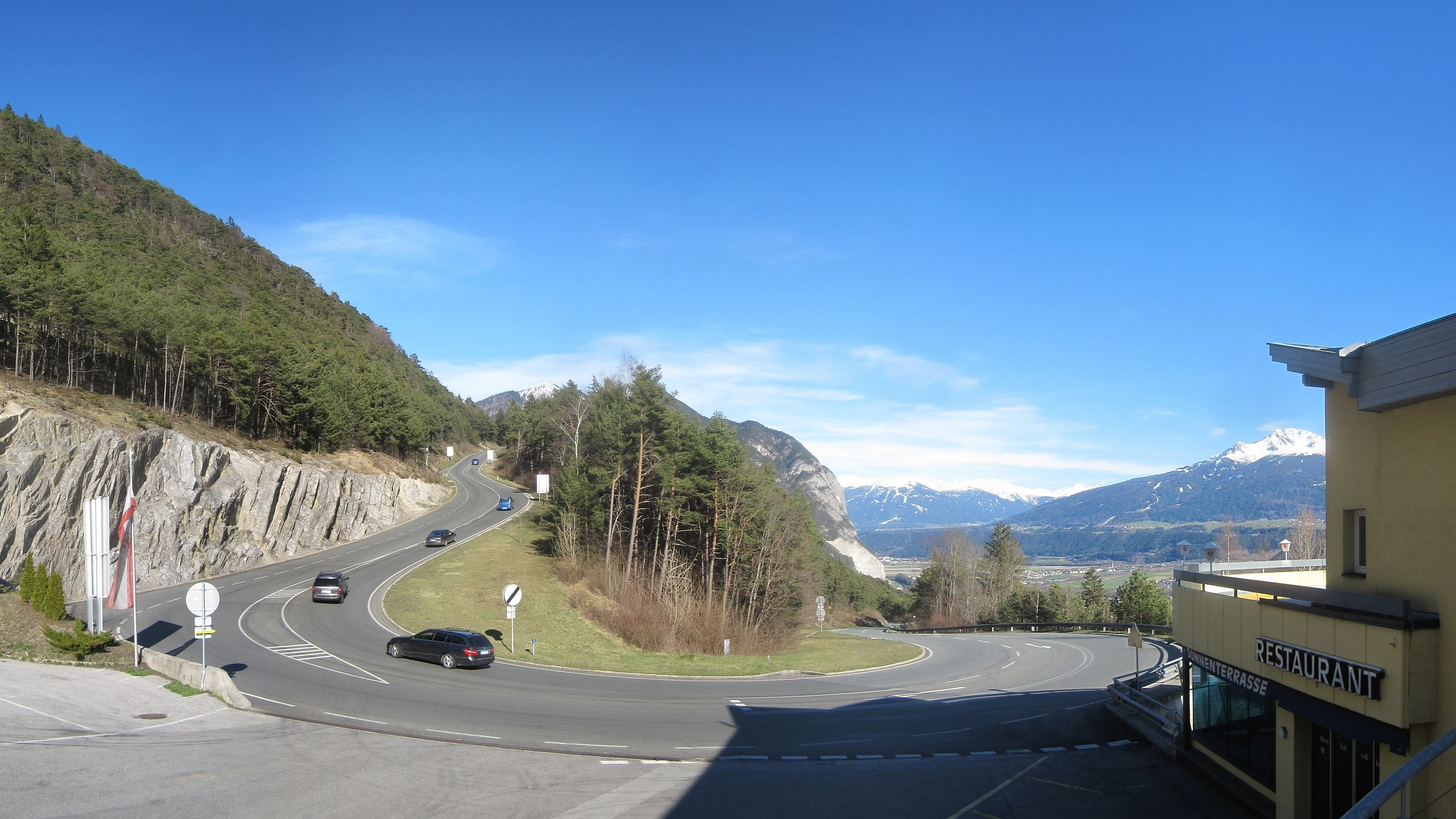
Haarnadelkurve der Zirlerbergstraße, dahinter die Martinswand und das Inntal mit am Horizont befindlichen Tuxer Alpen
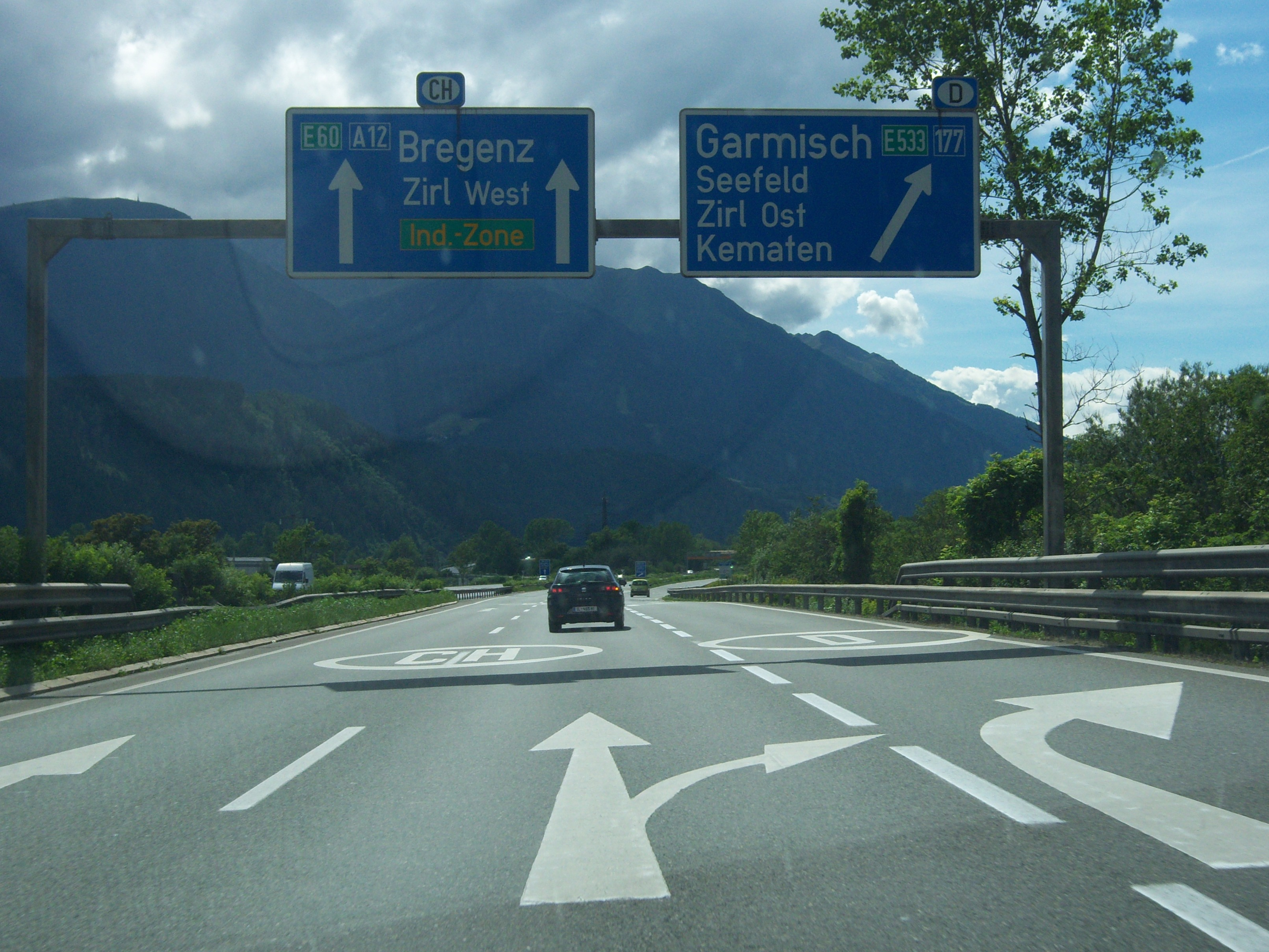
Abfahrt von der Inntalautobahn auf die B 177
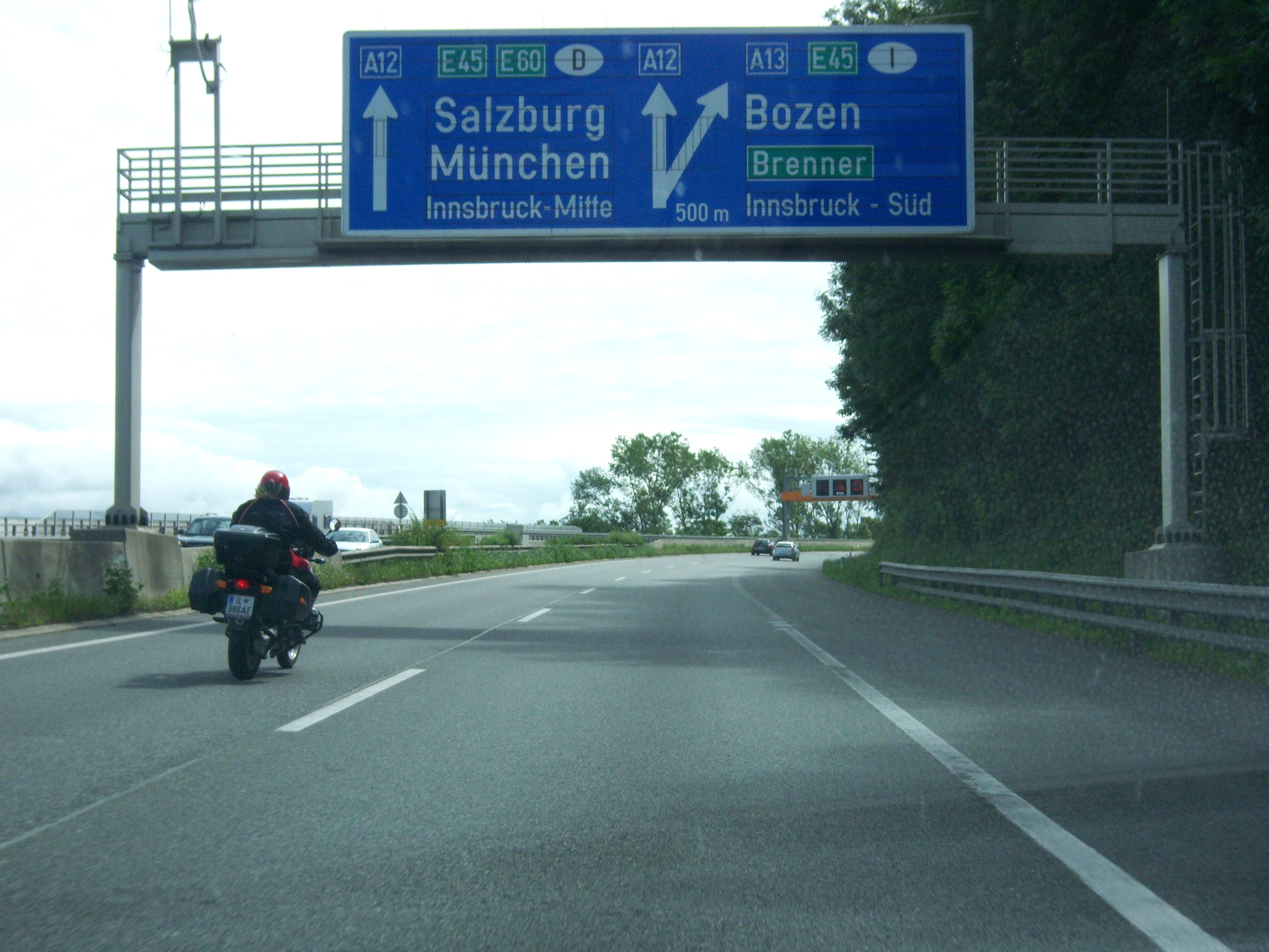
E 533 am Knoten Innsbruck-Wilten